# Southwest Chief
A Southwest Chief (korábban Southwest Limited és Super Chief) az Amtrak által üzemeltetett távolsági személyszállító vonat, amely Chicago és Los Angeles között, Kansas Cityn, Albuquerque-en és Flagstaffon keresztül a középnyugati és délnyugati országrészen keresztül, 2265 mérföld ( 645 km) hosszú útvonalon közlekedik. Az Amtrak az útvonalat az egyik legfestőibb útvonalként tartja számon, kilátással a Painted Desertre és a sedonai vörös sziklákra, valamint Illinois, Missouri, Kansas és Colorado síkvidékeire.
A 2023-as pénzügyi év során a Southwest Chief 223 654 utast szállított, ami 13,5%-os növekedést jelent a 2022-es pénzügyi évhez képest. Ez azonban 25%-os csökkenést jelent a 2019-es pénzügyi évben a COVID-19 világjárvány előtti 338 180 utashoz képest. 2018-as pénzügyi év során az útvonal 43 184 176 amerikai dollár bevételt ért el, ami 3,8%-os csökkenés a 2017-es pénzügyi évhez képest.

## Története

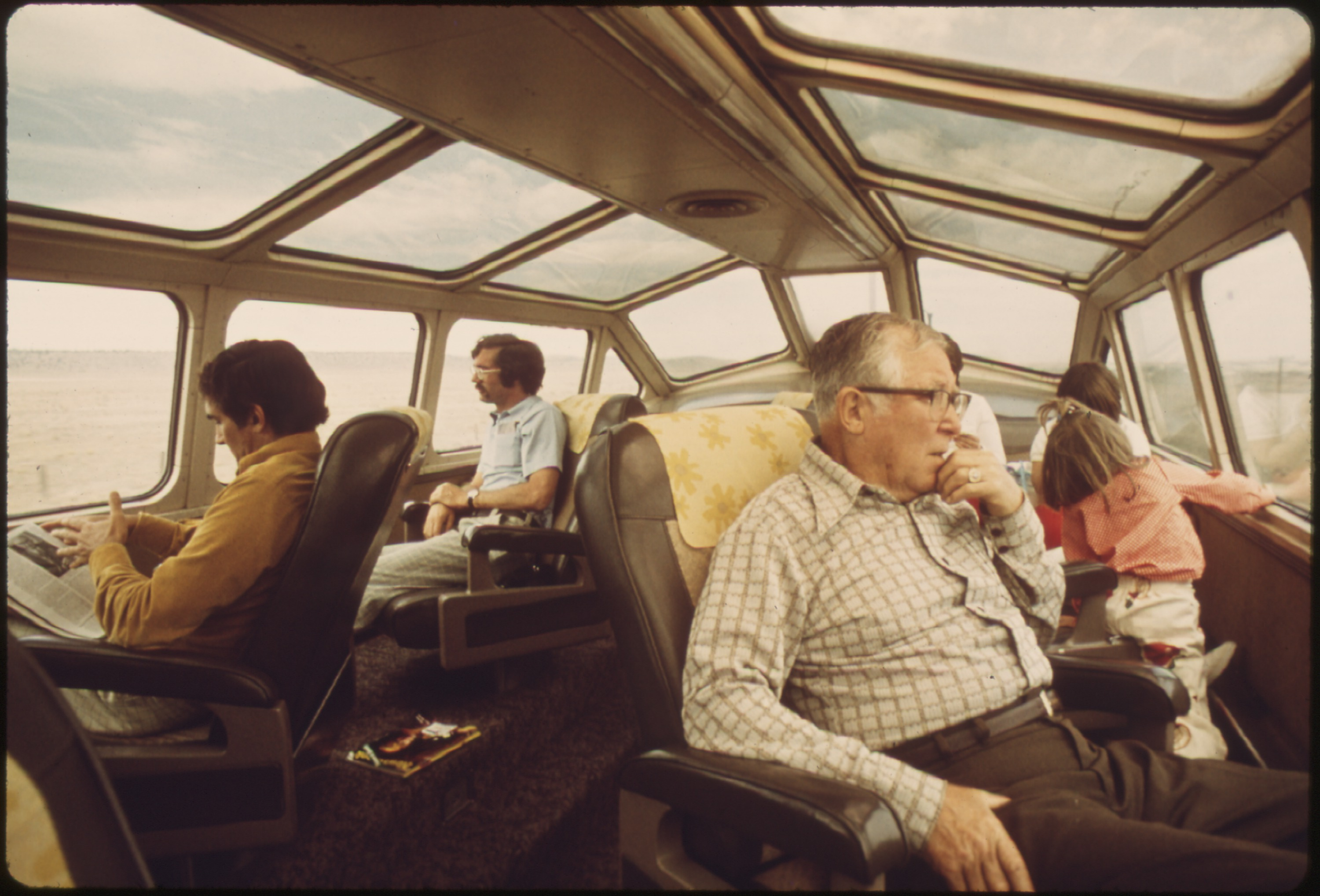
Southwest Limited kupolás kocsi, 1974. Charles O'Rear fotója

A Southwest Chief a Super Chief utódja, amelyet 1936-ban avattak fel az Atchison, Topeka and Santa Fe Railway zászlóshajójaként. Fennállásának nagy részében a vonat "csak-Pullman" volt, és csak hálókocsikat továbbított. A Santa Fe 1958-ban egyesítette a Super Chiefet a kizárólag ülőhelyes kocsikból álló társával, az El Capitannal. Az egyesített vonat a Super Chief/El Capitan nevet kapta, de megtartotta a Super Chief által használt vonatszámokat: 17-es nyugatra és 18-as keletre.
Az Amtrak megtartotta a Super Chief/El Capitan nevet, miután 1971. május 1-jén átvette a vasúti személyszállítási szolgáltatást. 1972 nyarán kiegészült a Chief nevével, felelevenítve egy másik nevezetes, a Santa Fe által üzemeltetett Chicago-Los Angeles hálókocsis vonat nevét. Az Amtrak 1973-ban Super Chiefre csonkította a nevet, majd 1974. március 7-én átnevezte Southwest Limitedre, miután a Santa Fe arra kényszerítette az Amtrakot, hogy az Amtrak átvétele után a minőség vélt romlása miatt ne használja tovább a Chief márkanevet korábbi vonatain. A későbbi fejlesztések után a Santa Fe 1984. október 28-án engedélyezte az Amtraknak, hogy a nevet Southwest Chiefre változtassa.
A Pasadena Subdivision nyugati részét az 1990-es években Gold Line-nak alakították át, ami miatt a Southwest Chiefet át kellett terelni a San Bernardino Subdivisionre Los Angeles és San Bernardino között. A keleti irányú járatokat 1993. november 28-án átirányították, a Pasadena és Pomona megállóhelyeket Fullerton megállóhelyekkel helyettesítve. A nyugati irányú szolgáltatást 1994. január 15-én irányították át.:131 2002. április 29-én Riverside-ban további megállóhelyet iktattak be.
1997 és 1998 között az Amtrak a Southwest Chiefet a Washington-Chicago Capitol Limiteddel együtt üzemeltette. A két vonat ugyanazokat a Superliner kocsikat használta, és a két vonaton utazó utasok a chicagói átszállás alatt a fedélzeten maradhattak. Az Amtrak eredetileg 1996-ban jelentette be, hogy ezt az átmenő szolgáltatást National Chiefnek nevezi, és saját vonatszámokat (15/16) ad neki, de a nevet és a számokat soha nem használták. Az Amtrak az 1998. májusi menetrenddel elhagyta ezt a gyakorlatot.